# Milnesium tetralamellatum
Milnesium tetralamellatum är en djurart som tillhör fylumet trögkrypare, och som beskrevs av Giovanni Pilato och Maria Grazia Binda 1991. Milnesium tetralamellatum ingår i släktet Milnesium och familjen Milnesiidae. Inga underarter finns listade i Catalogue of Life.